# Chlorophorus graphus
Chlorophorus graphus là một loài bọ cánh cứng trong họ Cerambycidae.